# Chaetostrichini
Die Chaetostrichini bilden eine Tribus der Erzwespen-Unterfamilie Oligositinae innerhalb der Familie der Trichogrammatidae. Das Taxon geht auf den US-amerikanischen Entomologen Alexandre Arsène Girault zurück, der 1912 die Unterfamilie Chaetostrichinae und darin die Tribus Chaetostrichini einführte. Die taxonomische Gruppe wurde ursprünglich anhand der Morphologie der männlichen Genitalien und anderer morphologischer Merkmale beschrieben. Seit den 2000er Jahren bieten molekularbiologische Untersuchungen einen Einblick in die Verwandtschaftsbeziehungen zwischen den einzelnen Gattungen und Arten. Anhand dieser Analyseergebnisse wurden die taxonomischen Gruppen teilweise revidiert. Analysen von Owen et al. (2007) stützen den taxonomischen Status der Tribus als monophyletische Gruppe.

## Verbreitung
Die Chaetostrichini sind kosmopolitisch verbreitet.

## Lebensweise
Die Chaetostrichini sind Eiparasitoide. Bekannte Wirte gehören zu den Blattkäfern, Rüsselkäfern, Libellen, Meenoplidae, Netzwanzen, Deckelschildläusen, Buckelzirpen, Singzikaden, Ameisenzikaden und Zwergzikaden.

## Innere Systematik
Die Chaetostrichini umfassen 36 Gattungen:
- Adelogramma Pinto, 2006 – 1 Art (A. primum)
- Adryas Pinto & Owen, 2004 – 11 Arten
- Aphelinoidea Girault, 1911 – 39 Arten
- Bloodiella Nowicki, 1935 – 3 Arten
- Brachista Walker, 1851 – 3 Arten
- Brachygrammatella Girault, 1915 – 9 Arten
- Burksiella De Santis, 1957 – 12 Arten
- Centrobiopsis Girault, 1918 – 1 Art (C. odonatae)
- Chaetogramma Doutt, 1975 – 6 Arten
- Chaetostricha Walker, 1851 – 24 Arten
- Densufens Lin, 1994 – 1 Art (D. multiciliatus)
- Kyuwia Pinto & George, 2004 – 2 Arten
- Lathromeris Foerster, 1856 – 27 Arten
- Lathromeroidea Girault, 1912 – 14 Arten
- Lathromeromina Livingstone & Yacoob, 1983 – 2 Arten
- Lathromeromyia Girault, 1914 – 4 Arten
- Monorthochaeta Blood, 1923 – 3 Arten
- Nicolavespa Pinto, 2005 – 2 Arten
- Paruscanoidea Girault, 1915 – 2 Arten
- Pintoa Viggiani, 1988 – 1 Art (P. nearctica)
- Prouscana Viggiani & Velasquez, 2007 – 1 Art (P. lineacalvata)
- Pseudobrachysticha Girault, 1915 – 1 Art (P. semiaurea)
- Pseuduscana Pinto, 2006 – 2 Arten
- Pteranomalogramma Viggiani & Velasquez, 2005 – 1 Art (P. singulare)
- Pterygogramma Perkins, 1906 – 12 Arten
- Thoreauia Girault, 1916 – 3 Arten
- Tumidiclava Girault, 1911 – 20 Arten
- Tumidifemur Girault, 1911 – 2 Arten
- Ufens Girault, 1911 – 53 Arten
- Uscana Girault, 1911 – 31 Arten
- Uscanella Girault, 1911 – 1 Art (U. bicolor)
- Uscanoidea Girault, 1911 – 13 Arten
- Uscanopsis Girault, 1916 – 1 Art (U. carlylei)
- Xiphogramma Nowicki, 1940 – 5 Arten
- Zaga Girault, 1911 – 2 Arten
- Zagella Girault, 1918 – 6 Arten